# Sân bay Izhevsk
Sân bay Izhevsk (IATA: IJK, ICAO: USII) là một sân bay ở Cộng hòa Udmurtia, Nga, cách thành phố Izhevsk 15 km về phía đông. Nó chỉ phục vụ các máy bay loại nhỏ.

## Hãng hàng không và điểm đến
| Hãng hàng không | Các điểm đến                                                                                   |
| --------------- | ---------------------------------------------------------------------------------------------- |
| Aeroflot        | Moskva–Sheremetyevo                                                                            |
| Izhavia         | Moskva–Domodedovo, Novosibirsk, Saint Petersburg Theo mùa: Anapa, Krasnodar, Simferopol, Sochi |
| RusLine         | Moskva–Vnukovo                                                                                 |